# Орех айлантолистный
Оре́х айлантолистный (лат. Júglans ailanthifolia), или Оре́х Зи́больда (J. sieboldiana) — вид ореха, в диком виде встречающийся на юге Сахалина и Кореи, острове Кунашир и в горных лесах Японии. Занесён в Красную книгу РФ.

## Ботаническое описание
Дерево до 20—23 м высоты и до 50 см в диаметре. Кора толстая тёмно-серая или серовато-коричневая с многочисленными глубокими продольными трещинами. Молодые ветви толстые, красно-коричневато-зелёные, густо опушенные, чечевички маленькие, многочисленные. Листья крупные, 40—100 см длины, с 11—12 листочками. Верхушечные листочки ланцетно-продолговатые, эллиптические, широкоовальные или овальные, чаще остроконечные, до 12 см длины и 7 см ширины, боковые листочки сидячие, почти супротивные, обратноовально-продолговатые или овальные, заострённые на конце, от 3,5 до 15 см длины и 2,5—5,5 см ширины, острозубчатые с густым звездчатым опушением. Тычиночные серёжки 15—30 см длины. Орех с двумя продольными рёбрами, 2—4 см длины, с волосистой, клейкой поверхностью, в свисающих кистях, до 20 штук. 

## Экология
Продолжительность жизни 200–300 лет. Растёт, по сравнению с менее ценным маньчжурским орехом, несколько медленнее. 
Ареал ореха Зибольда очень мал и продолжает сокращаться. Встречается единично, небольшими группами в широколиственных или хвойно-широколиственных лесах, на плодородных, хорошо дренированных почвах. Очень редко образует небольшие чистые насаждения. Как правило, занимает нижнюю треть склонов или высокую речную террасу. 

## Значение и применение
Орех айлантолистный — один из весьма зимостойких представителей семейства ореховых, представляющих хозяйственную ценность.
Орех съедобен, схож с грецким орехом, но намного опережает по вкусовым качествам, не горчит, из-за более простой формы ядра намного легче очищается, однако ядро уступает грецкому ореху по размерам. В дикой форме занесён в Красную Книгу РФ, однако культивируется в средней полосе легко. Неудобства при культивировании — медленный рост, поздний выход на плодоношение — препятствуют массовому распространению, но при своевременной закладке сада таковое оправдано из-за высокой долговечности плодовых деревьев.
Известен в культуре в Москве, Санкт-Петербурге, Алма-Ате, Риге.
| |  |  |
| Дерево ореха айлантолистного с окружностью 265 см (на высоте 1,5 м от земли); листья, тычиночные серёжки и пестичные цветки; плоды. |  |  |